# Fronberg (Sauwald)
Der Fronberg ist ein 592 m ü. A. hoher Berg im Sauwald in Oberösterreich. Er liegt in der Gemeinde Schardenberg und ist einer der Hausberge von Passau. Auf dem Berg befindet sich der ORF-Sender Schardenberg. Östlich des Gipfels befindet sich im Fronwald die Fatima-Wallfahrtskapelle.
Ein Aussichtsturm, die ehemalige Fronbergwarte, wurde 1886 in Holz 30 m hoch errichtet. Ersetzt wurde der Holzturm durch einen 1929 erbauten achtstöckigen 32 Meter hohen gemauerten Aussichtsturm, der 1994 restauriert wurde. Der Turm diente später auch als Standort für Mobilfunk und wurde ab 2016 für Besucher gesperrt. Am 10. Mai 2024 stürzte der Bau plötzlich ein. Dabei wurde das Dach des daneben- und leerstehenden Gasthauses beschädigt. Ein von Batterien ausgelöster Brand wurde von der Feuerwehr gelöscht.
Wanderwege führen von Passau, Wernstein am Inn und Schärding auf den Fronberg und nach Schardenberg.

## Aussicht
Vom Fronberg reicht der Blick nach Passau, weit hinein ins Bayerische, den Bayerischen Wald, den Böhmerwald sowie ins Innviertel.

Bekannte Gipfel, die man vom Fronberg bei guter Sicht erkennen kann, sind Großer Priel, Dachstein, Watzmann, Wiesbachhorn, Großglockner, Großvenediger und Großer Möseler.

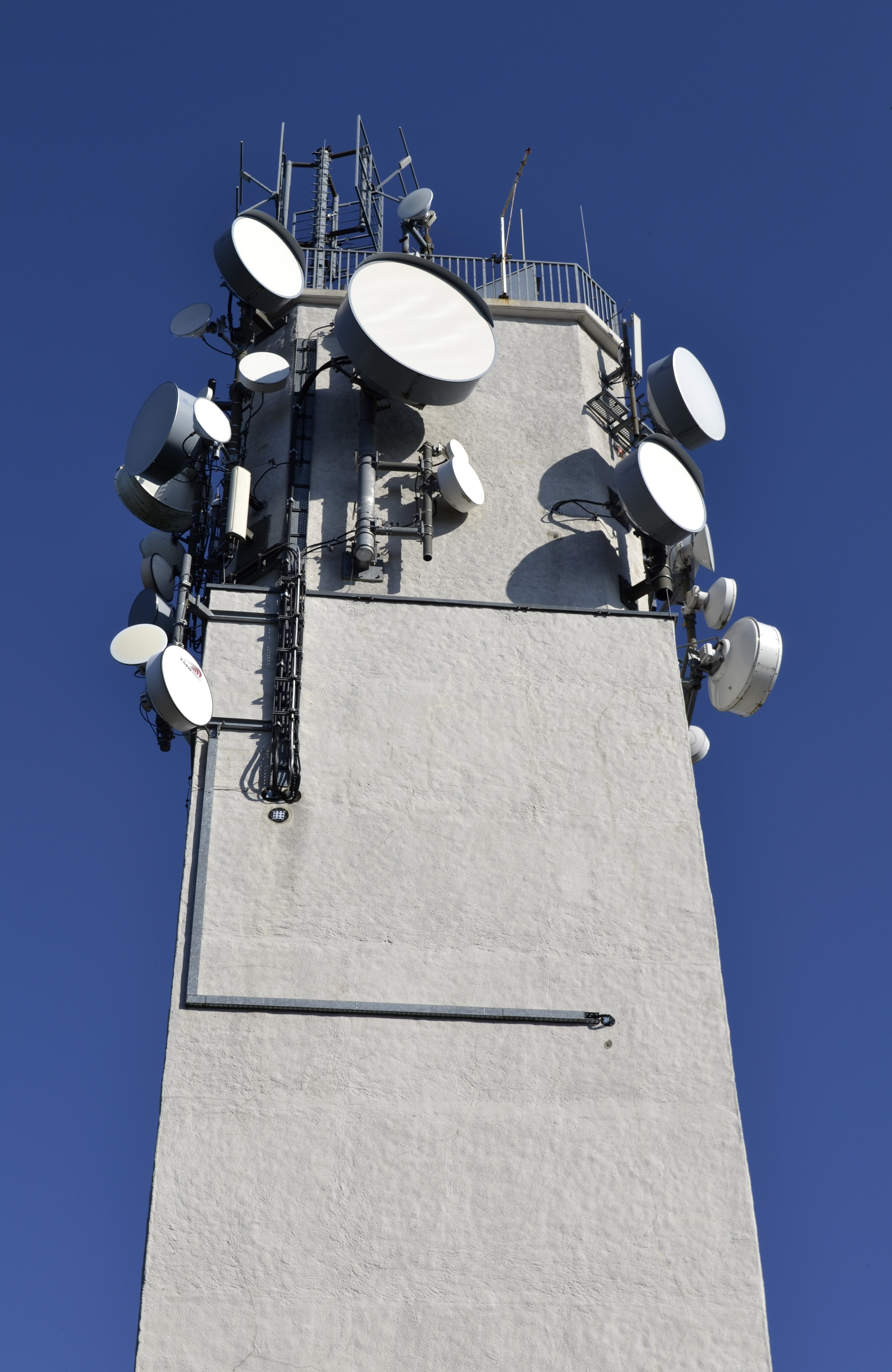
Ehemalige Fronbergwarte (2011)

## Fronbergwarte
Seit 1886 bestand auf dem Fronberg ein Aussichtsturm. Der ursprünglich hölzerne wurde wegen Baufälligkeit durch die heutige gemauerte Warte ersetzt, die die Gastwirte Karl und Hans Hermannseder 1929/30 errichten ließen. Direkt neben der Warte befindet sich ein Ausflugsgasthaus eines Passauer Eigentümers. 2016 wurde die Warte wegen Baufälligkeit gesperrt; Am 10. Mai 2024 stürzte sie ein.